# Амвросій Зертис-Каменський

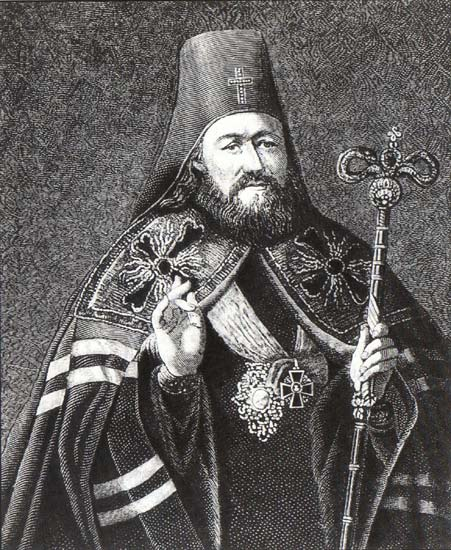
Архієпископ Амвросій

Амвросій Зертис-Каменський (офіційно — Андрій Степанович Зертис-Каменський; 17 жовтня 1708, Ніжин — 16 вересня 1771, Москва) — український релігійний діяч доби Гетьманщини, духовний письменник, перекладач творів грецької, давньоєврейської та латинської літератури. Син драгомана Генеральної Канцелярії ясновельможного Гетьмана Івана Мазепи — Стефана Зертиша. Дядько українського історика та бібліографа Миколи Бантиш-Каменського. Випускник Києво-Могилянської академії, вихованець Києво-Печерської Лаври.  
Також єпископ Відомства православного сповідання Російської імперії з титулом «архієпископ Московський», член Синоду Церкви Російської імперії.

## Життєпис
Народився 17 жовтня 1708 р. в Ніжині в молдовській шляхетській сім'ї. Його батько — Стефан Зертис — колишній драгоман (перекладач і посол з особливих доручень) у Генеральній Канцелярії гетьмана Івана Мазепи. Зміг уникнути політичних переслідувань після поразки у війні з Московщиною (1708–1711 рр.). Історик Бантиш-Каменський, праонук Мазепиного перекладача, переповідав «робочу легенду»,  що по спаленню Батурина москалями у листопаді 1708 р., його  нібито знайшли прив'язаним до гармати за симпатії до чужої влади.
Рано втративши батька Степана Зертиша, залишився під опікою свого дядька по матері, старця Києво-Печерської лаври Володимира Каменського, прізвище якого він приєднав до свого при вступі до Києво-Могилянської академії.

### Еміграція на Московщину

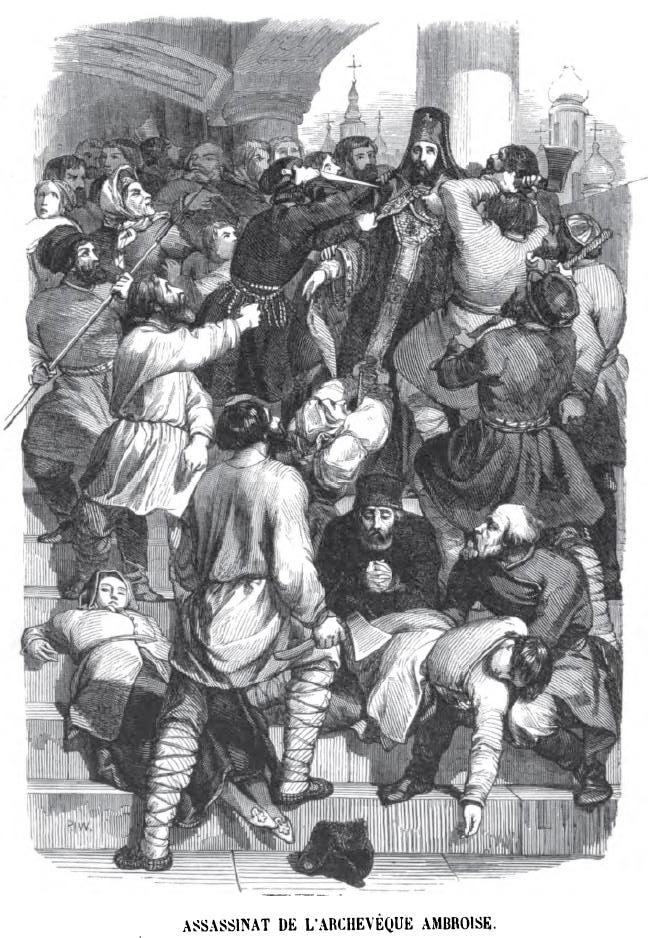
Гравюра «Вбивство архієпископа Амвросія» Шарля Жеффруа із книги Les mystères de la Russie: Tableau politique et morale de l'empire Russe. 1845

1739 р. пострижений у ченці, був учителем в Олександро-Невській духовної семінарії на Московщині, в 1742 р. призначений префектом цієї семінарії, а 5 квітня 1748 р. — архімандритом ставропігійного Новоєрусалимского монастиря і членом Святійшого Синоду Російської імперії.
17 листопада 1753 р. призначений єпископом Відомства православного сповідання Російської імперії (ВПСРІ — пізніше РПЦ) з титулом «Переславський і Дмитровський». З 1761 р. — єпископ Сарський і Подонський ВПСРІ. 1764 р. зведений у сан архієпископа.
1768 р. імператриця Катерина II призначила його архієпископом Московським. Почав докорінну відбудову та ремонт трьох московських соборів: Успенського, Благовіщенського і Архангельського. При впорядкуванні будівель Чудового монастиря, Амвросій вклав багато своїх особистих коштів.
Брав участь у ліквідації епідемії чуми в Москві 1771 р. Тоді ж і загинув, роздертий натовпом 16 вересня 1771 р. в Донському монастирі. Люди обурилися тим, що під час чуми він запечатав короб для приношень Боголюбській іконі Божої Матері, а саму ікону — прибрав, щоб уникнути скупчення народу і подальшого поширення епідемії.
Похований в Донському монастирі в Москві, в Малому Донському соборі. Надгробний пам'ятник на місці поховання в Малому Донському соборі зберігся (з невеликими втратами).

## Літературна діяльність
Амвросій багато перекладав з латинської та грецької мов — цей талант передався йому від батька. Найважливішим із його перекладених праць вважається переклад Псалтиря з давньоєврейського оригіналу. З його оригінальних творів зберігся тільки один — «Служба святому митрополиту Дмитру Ростовському».
Амвросію приписують складення «Настанови, даного священикам, яким чином підступати близько до хворих і померлих».

## У культурі
- Короткометражний фільм «Чумний бунт» (Центрнаучфільм, 1981)[2].
- Розслідуванню загибелі митрополита Амвросія присвячений історичний детективний роман «Розшук під час чуми» (2006), автор Далія Трускіновська.